# G5 Sahel
G5 Sahel hoặc G5S (tiếng Pháp: G5 du Sahel) là một khuôn khổ thể chế để phối hợp sự hợp tác khu vực trong các chính sách phát triển và các vấn đề an ninh ở Tây Phi. Nó được thành lập vào ngày 16 tháng 2 năm 2014 tại Nouakchott, Mauritania, tại hội nghị thượng đỉnh của năm quốc gia Sahel: Burkina Faso, Chad, Mali, Mauritania và Niger. Nó thông qua một hội nghị thành lập vào ngày 19 tháng 12 năm 2014, và có trụ sở thường xuyên tại Mauritania. Sự phối hợp được tổ chức trên các cấp độ khác nhau. Khía cạnh quân sự được điều phối bởi Tham mưu trưởng của các quốc gia tương ứng. Mục đích của G5 Sahel là tăng cường mối liên kết giữa phát triển kinh tế và an ninh, và cùng nhau chống lại mối đe dọa của các [[Jihad|tổ chức thánh chiến]] hoạt động trong khu vực (AQIM, MUJWA, Al-Mourabitoun, Boko Haram).
Vào ngày 15 tháng 5 năm 2022, Mali tuyên bố rút khỏi liên minh nhằm đáp trả việc các nước khác từ chối chứng kiến nước này đảm nhận chức tổng thống .

## Lịch sử

Một bảng quảng cáo ở Niamey (Niger) thông báo về hội nghị thượng đỉnh của các nguyên thủ quốc gia G5-Sahel vào tháng 2 năm 2018.

Vào ngày 1 tháng 8 năm 2014, Pháp đã phát động một sứ mệnh chống khủng bố, Chiến dịch Barkhane, triển khai 3.000 binh sĩ tại các quốc gia thành viên của G5 Sahel. Vào ngày 20 tháng 12, G5 Sahel, với sự hậu thuẫn của Liên minh châu Phi, đã kêu gọi Hội đồng Bảo an Liên Hợp Quốc thành lập một lực lượng quốc tế để "vô hiệu hóa các nhóm vũ trang, giúp hòa giải dân tộc và thiết lập các thể chế dân chủ ổn định ở Libya."  Điều này đã gặp phải sự phản đối từ Algeria.
Vào tháng 6 năm 2017, Pháp đã yêu cầu Hội đồng Bảo an Liên Hợp Quốc phê chuẩn việc triển khai lực lượng đặc nhiệm chống khủng bố gồm 10.000 binh sĩ tới G5 Sahel. Bundeswehr của Đức đã đồng ý đóng góp khoảng 900 quân của mình để hỗ trợ nhiệm vụ này. Chúng chủ yếu sẽ được sử dụng ở khu vực Gao của Bắc Mali cho mục đích giám sát. Liên minh châu Âu đã đồng ý cung cấp 50 triệu euro để tài trợ cho lực lượng này. Nga và Trung Quốc bày tỏ sự ủng hộ cho hoạt động này, trong khi Hoa Kỳ và Vương quốc Anh không đồng ý về tài chính. Ngày hôm sau, Hội đồng Bảo an Liên Hợp Quốc nhất trí thông qua việc triển khai lực lượng đặc nhiệm chống khủng bố G5 Sahel. Vào ngày 29 tháng 6, Bộ trưởng Ngoại giao Pháp Jean-Yves Le Drian tuyên bố rằng quân đội Pháp sẽ hợp tác với G5 Sahel.

## Quốc gia thành viên
| Tên          | Ngày gia nhập       |
| ------------ | ------------------- |
| Burkina Faso | 16 tháng 2 năm 2014 |
| Tchad        | 16 tháng 2 năm 2014 |
| Mauritanie   | 16 tháng 2 năm 2014 |
| Niger        | 16 tháng 2 năm 2014 |

### Lãnh đạo hiện tại

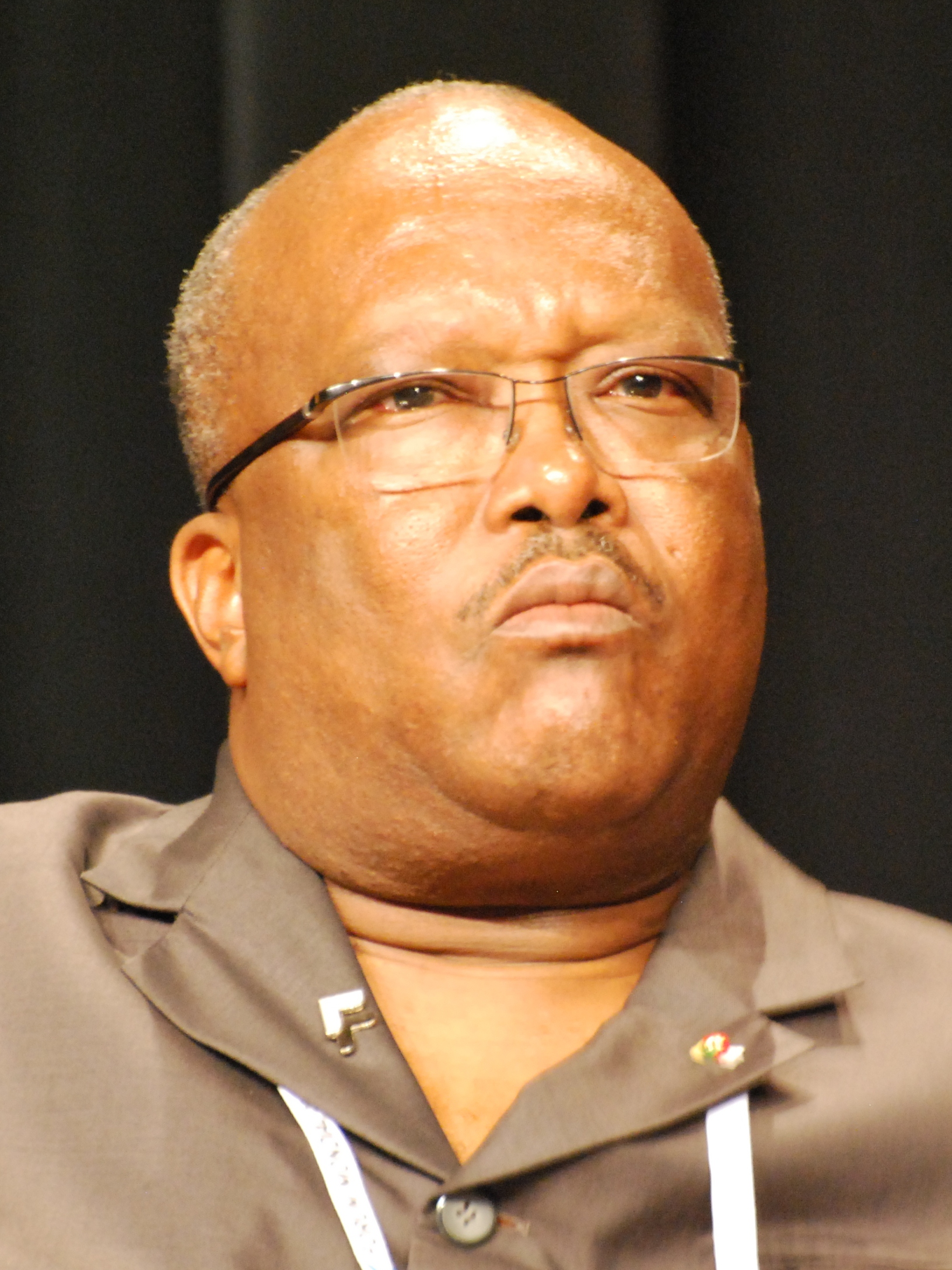
Burkina Faso
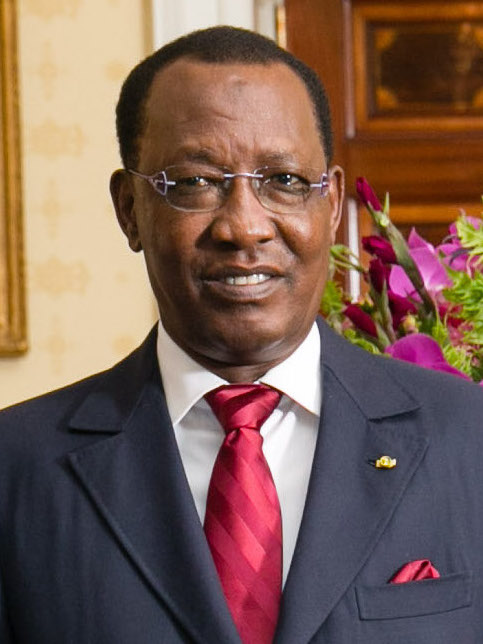
Chad

- Tập tin:Tổng thống
- Tchad
- Tập tin:Tổng thống
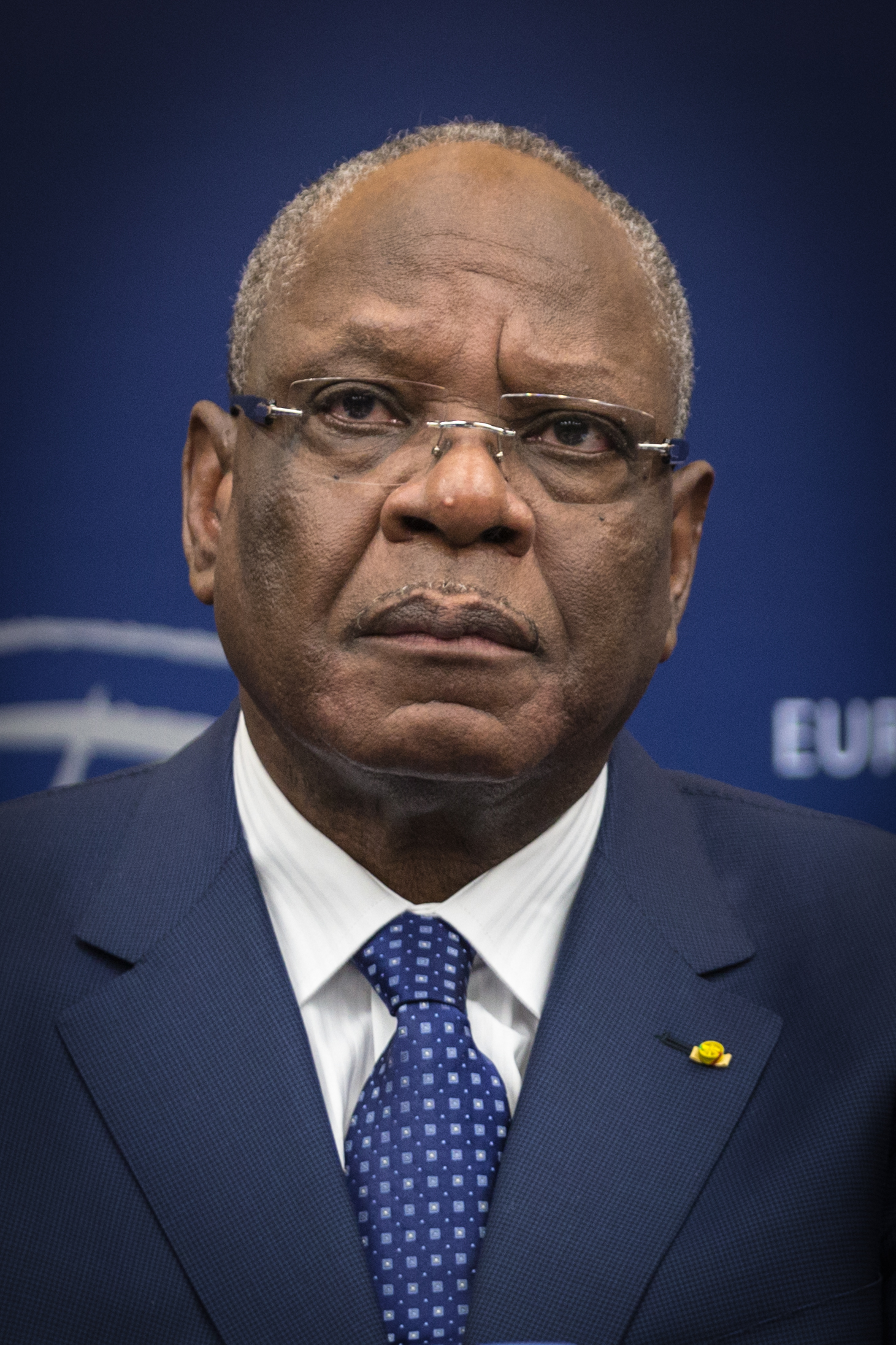
Mali
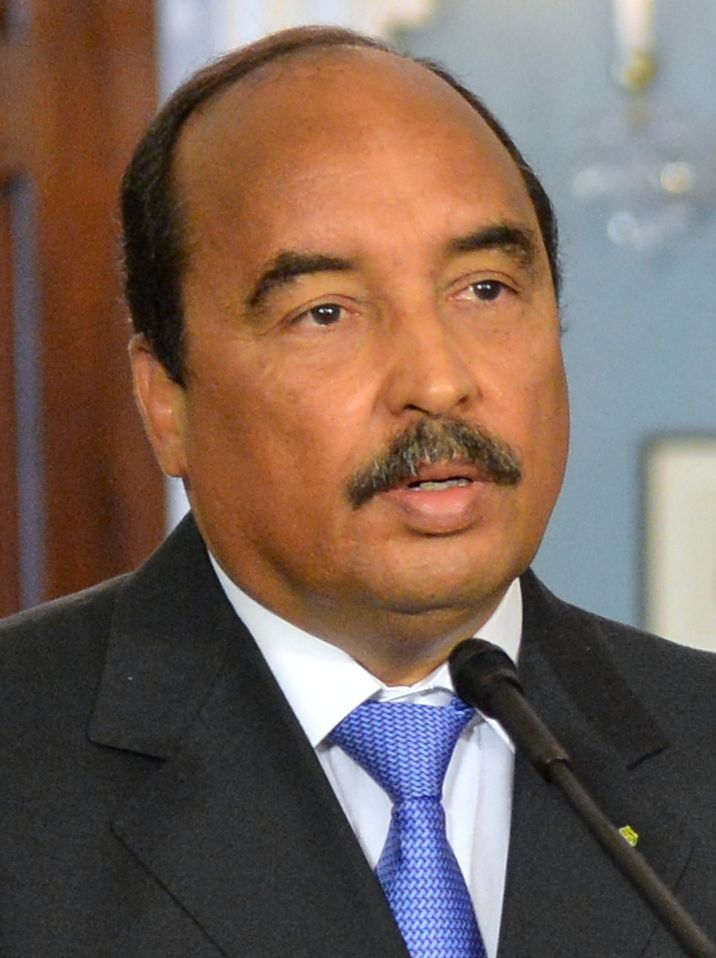
Mauritania

- Tập tin:Tổng thống
- Mauritanie
- Tập tin:Tổng thống
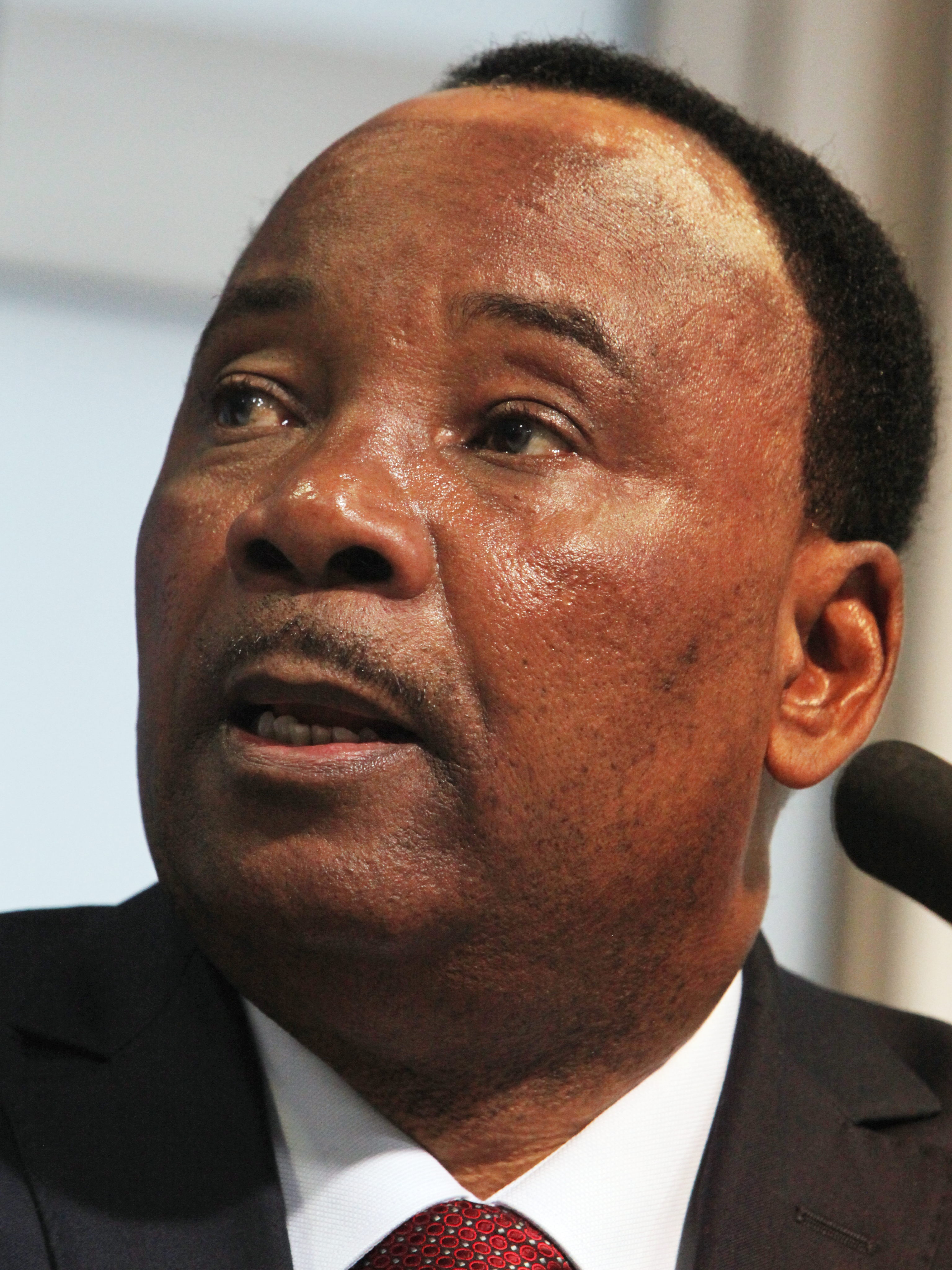
Niger
- Tập tin:Tổng thống